# Casa-palau al carrer Obispo Molina, 2 (Camañas)
La casa-palau al carrer Obispo Molina, 2 és un palau situat en la localitat aragonesa de Camañas (Espanya). Es tracta d'un edifici de planta quadrada de tres altures, de maçoneria i tapial.
Presenta balconades a la planta principal de l'immoble. Destaquen les reixes i la cornisa de maó sobre finestres de ventilació en la part superior. Compta amb una torrassa com a claraboia per il·luminar l'escala interior.